# Der Roman eines Blumenmädchens
Der Roman eines Blumenmädchens (Originaltitel: Pygmalion) ist ein romantisch-komödiantisches Filmdrama von Anthony Asquith und Leslie Howard aus dem Jahr 1938. Leslie Howard spielt neben Wendy Hiller auch die Hauptrolle. Die britische Produktion entstand nach dem Schauspiel Pygmalion (1913) von George Bernard Shaw, der für die Drehbuchadaption mit einem Oscar ausgezeichnet wurde.

## Handlung
Der hochnäsige Phonetik-Professor und Experte für den Sprachstil des viktorianischen Zeitalters, Henry Higgins, wettet mit seinem Freund, dass er einem Mädchen der Unterschicht anständiges Englisch beibringen könne, sodass diese für eine Lady gehalten werde. Er findet dieses Mädchen in der Londoner Blumenverkäuferin Eliza Doolittle, nimmt sie aus der Gosse auf und bildet sie zu einer gesellschaftlich angesehenen Lady aus. Dabei stellt er fest, dass er sich beim Umgang mit einem Menschen aus einer anderen Gesellschaftsschicht auch mit dessen Vorstellungen auseinandersetzen muss.

## Synchronisation
Es existieren zwei deutsche Synchronfassungen. Die erste entstand bei der Willy Zeyn-Film in München. G.A. von Ihering und Ruth Schiemann-König schrieben das Dialogbuch, Josef Wolf führte Regie. Die zweite entstand bei der Lingua Film, ebenfalls in München.
| Rolle                   | Darsteller       | Synchronsprecher (Kino 1949) | Synchronsprecher (TV 1979) |
| ----------------------- | ---------------- | ---------------------------- | -------------------------- |
| Professor Henry Higgins | Leslie Howard    | Curt Ackermann               | Reinhard Glemnitz          |
| Eliza Doolittle         | Wendy Hiller     | Ursula Traun                 | Christine Ostermayer       |
| Alfred Doolittle        | Wilfrid Lawson   | Bum Krüger                   | Werner Schwier             |
| Mrs. Higgins            | Marie Lohr       | Edith Schultze-Westrum       | ?                          |
| Col. George Pickering   | Scott Sunderland | Ernst Fritz Fürbringer       | Siegmar Schneider          |
| Mrs. Pearce             | Jean Cadell      | Eva Eras                     | Ursula Traun               |
| Freddy Eynsford-Hill    | David Tree       | Hans Richter                 | ?                          |
| Mrs. Eynsford-Hill      | Everley Gregg    | Charlotte Scheier-Herold     | ?                          |
| Clara Eynsford-Hill     | Leueen MacGrath  | Gertrud Meyen                | ?                          |
| Count Aristid Karpathy  | Esme Percy       | Werner Lieven                | ?                          |

## Hintergrund
Der Film ist der erste englischsprachige Film, der das Schimpfwort bloody (verflucht, verdammt) verwendet. Bei der Erstaufführung des shawschen Schauspiels in London am 11. April 1914 hatte das noch zu einem Skandal und öffentlicher Kritik geführt. Die Uraufführung des Stücks hatte in deutscher Übersetzung am 16. August 1913 am Wiener Burgtheater stattgefunden. Die amerikanische Erstaufführung im Park Theater am Broadway hatte am 12. Oktober 1914 Premiere und kam auf 72 Aufführungen.
Während das Schauspiel im Original damit endet, dass Eliza Doolittle Freddy Eynsford-Hill heiraten will, schrieb Shaw ein als Fortsetzung gedachtes Fragment über die Ereignisse nach der Heirat von Eliza und Freddy. Außerdem schrieb Shaw die im Film gezeigte Tanzsaal-Szene speziell für die Verfilmung. Die für die Tanzsaal-Szene geschaffene Figur des ungarischen Grafen Karpathy war dem Produzenten Gabriel Pascal nachempfunden.
Vor der Verfilmung hatte Shaw ein Angebot von Samuel Goldwyn über die Filmrechte an seinen Stücken abgelehnt, da er mehr von der Integrität von Gabriel Pascal als Filmproduzent beeindruckt war. Der Film war schließlich der Beginn von Produktionen durch Pascal, die sich mit Major Barbara (1941), Caesar und Cleopatra (1945) sowie Androkles und der Löwe (1952) fortsetzten.
Shaw wählte die Theaterschauspielerin Wendy Hiller, die zuvor mit Lancashire Luck erst einen Kinofilm gedreht hatte, persönlich für die Rolle der Eliza Doolittle aus. Shaws ursprünglicher Wunsch für die Rolle des Professor Higgins war Charles Laughton. Wilfrid Lawson war gerade 38 Jahre alt als er die Rolle von Elizas Vater übernahm. In dem Film gaben außerdem die britischen Schauspieler Stephen Murray als Polizist sowie Patrick Macnee ihre Filmdebüts. 
Moyna MacGill, die hier eine Nebenrolle als weibliche Zuschauerin hatte, war die einzige Darstellerin, die auch in der Musical-Verfilmung My Fair Lady (1964) des Pygmalion-Stoffs mitwirkte und dort die Rolle der „Lady Boxington“ übernahm. In beiden Filmen war schließlich Harry Stradling Kameramann.

## Kritik
„Die Liebesgeschichte des Phonetik-Professors und der ungebildeten Blumenverkäuferin, die von ihrem Straßen-Jargon abgebracht wird, wurde elegant als dialogbetonte Filmkomödie inszeniert, die zwar stark dem Theater verhaftet bleibt, aber weitgehend Geist, Witz und Charme der Vorlage bewahrt und hervorragend unterhält.“

## Auszeichnungen
Der Film war bei der Oscarverleihung 1939 auch nominiert für den „Besten Film“, den „Besten Hauptdarsteller“ und die „Beste Hauptdarstellerin“. Ausgezeichnet wurden jedoch nur George Bernard Shaw und die anderen Drehbuchautoren Ian Dalrymple, Cecil Lewis und W.P. Lipscomb für das „Beste adaptierte Drehbuch“. 
Shaw war bei der Verleihung nicht anwesend. Der Laudator Lloyd C. Douglas scherzte in Anspielung auf die antike Pygmalion-Erzählung: „Mr. Shaw's story now is as original as it was three thousand years ago“ (Herrn Shaws Geschichte ist heute genauso originell wie vor 3000 Jahren). Shaw reagierte auf die Verleihung wenig begeistert: „It's an insult for them to offer me any honour, as if they had never heard of me before - and it's very likely they never have. They might as well send some honour to George for being King of England“ (Es ist beschämend für sie, mir irgendeine Ehrung anzubieten, als ob sie zuvor noch nie von mir gehört hätten – und sehr wahrscheinlich haben sie das auch nicht. Sie könnten genauso gut Georg dafür auszeichnen, dass er König von England ist).
Während behauptet wurde, dass Shaw die Oscarstatuette niemals erhalten habe, berichtete Mary Pickford, dass der Oscar auf dem Kaminsims stand, als sie Shaw besuchte. Als Shaw 1950 starb, wurde sein Haus in Ayot Saint Lawrence zum Museum. Zu dieser Zeit war die Oscar-Figur so matt geworden, dass der Kurator sie für wertlos hielt und als Türstopper benutzte. Später wurde der Oscar repariert und ausgestellt.